# Long Season
Long Season —estilizado en mayúsculas; subtitulado:... we are not four seasons— es el sexto álbum de la banda japonesa de neopsicodelia y dream pop Fishmans. Fue lanzado por primera vez el 25 de octubre de 1996 en Japón por Polydor Records. Fue grabado en julio de 1996 y consiste en una sola composición de 35 minutos basada en la canción anterior de la banda «Season». El álbum fue lanzado con un éxito modesto en la escena alternativa japonesa, pero apenas fue conocido fuera de Japón hasta la década de 2010, y desde entonces ha atraído la aclamación de la crítica y la atención de los medios en línea. Fishmans interpretó todo el álbum Long Season como una sola pieza durante sus últimos shows en vivo en diciembre de 1998, una grabación de la cual fue incluida en el álbum 98.12.28 男達の別れ.

## Antecedentes

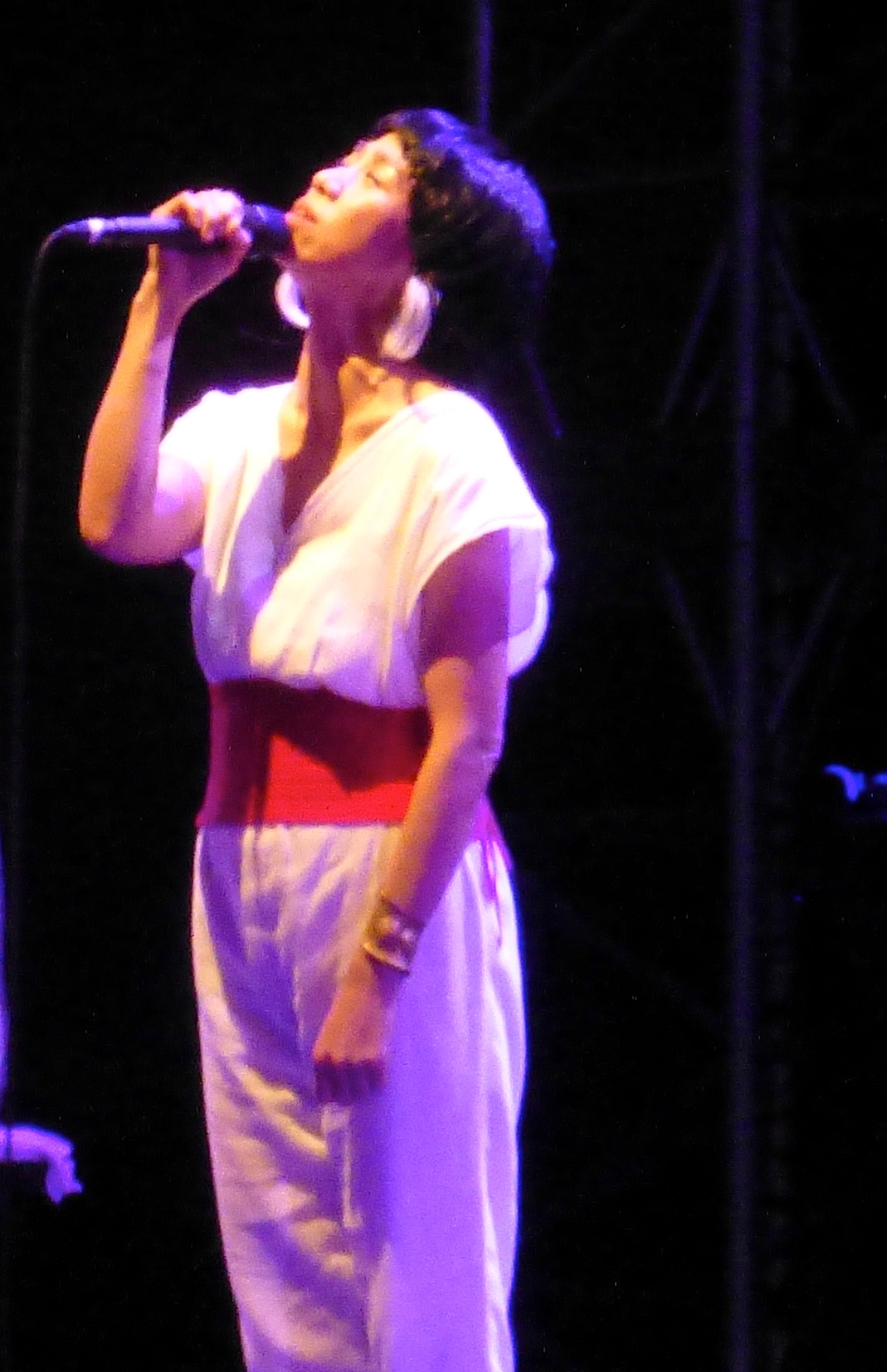
La cantante japonesa Kaori Shima (imagen), mejor conocido por su nombre artístico UA, participó en la grabación de los coros del álbum.

La discográfica Polydor tenía un contrato con la banda para lanzar tres álbumes de estudio en un plazo máximo de dos años, el primer álbum lanzado para el periodo del contrato fue Aerial Camps en 1996; con Fishmans en contrarreloj por realizar dos álbumes más para cumplir con el contrato de la discográfica se empezó a idear el segundo álbum de estudio para lanzar que finalmente sería Long Season.
La idea de Long Season surgió de una charla entre los miembros de Fishmans. Querían crear un álbum de una canción en lugar de un álbum estándar, pista por pista, como sus trabajos anteriores. Se llevaron a cabo varias sesiones de grabación, con la banda componiendo la única canción del álbum, «Long Season» basándose en su canción anterior «Season», que había sido lanzada como sencillo en 1996. Fishmans y el coproductor ZAK desarrollaron ideas para el álbum en su estudio Waikiki Beach e hicieron ediciones detalladas. Hubo momentos en los que ZAK «derramaba sangre de sus ojos» al ver los monitores de la computadora durante demasiado tiempo.

## Grabación
Fishmans invitó a varios músicos invitados para ayudar en la grabación de Long Season. A la banda se unieron nuevamente el colaborador frecuente Honzi (teclados, violín), así como la cantante de J-pop MariMari, con quien Fishmans actuaría con frecuencia en los años posteriores al lanzamiento del álbum. Long Season también sería el primer álbum de Fishmans en presentar a Michio "Darts" Sekiguchi como guitarrista invitado. Continuaría tocando con la banda hasta su concierto final. La cantante UA contribuyó con la voz al álbum.

## Interpretaciones en vivo
Long Season fue interpretado en vivo y por última vez como una única pieza musical en su última gira Otokotachi no Wakare —traducido: Una despedida de hombres— en 1998, el nombre de la gira hacía referencia a la salida de uno de los bajistas de la banda, sin embargo, la gira fue en general la despedida para toda la banda cuando el vocalista y líder de la banda Shinji Sato murió inesperadamente en 1999. La versión en vivo fue incluida en su último álbum en vivo «98.12.28 男達の別れ» grabado en Tokio. La canción sufre varios rediseños respecto a su versión original, incluyendo una extensión de su duración, y una mayor presencia de instrumentos musicales.
La versión en vivo de Long Season de 1998 recibió críticas generalmente positivas por prensa especializada y elogio que presentó elementos que mejoro a la canción respecto a su versión de estudio. Sayan Ghosh de The Michigan Daily en una crítica retrospectiva elogio los efectos de sonido y agregó que «añaden nuevas dimensiones a la música no presente en las grabaciones de estudio». Paul Simpson de Allmusic describió a la interpretación en vivo como «particularmente conmovedora».

## Legado
| «Estructurada más como una sinfonía que como una canción pop, la pieza evoluciona constantemente, recorriendo frases repetitivas, partes de acordeón, secciones vocales adicionales y varios otros elementos. El efecto general es transformador y profundamente conmovedor. En pocas palabras, realmente no hay nada más en la tierra que se compare con esta pieza musical verdaderamente única y encantadora» —Paul Simpson, de Allmusic comentando sobre Long Season. |

### Aclamación retrospectiva
El álbum generalmente recibió una aclamación retrospectiva. Paul Simpson de Allmusic describió la composición como «verdaderamente única y encantadora» y que «realmente no hay nada más en la tierra que se compare con esta pieza musical»; también elogio la actuación del álbum completo en su último álbum en vivo 98.12.28 男達の別れ. James Hadfield de The Japan Times nombró al álbum como parte de los «hitos indiscutibles en el canon del rock japonés».
El álbum empezó a ser difundido en sitios en línea a principios de la década de 2010 y desde entonces ha sido ampliamente compartido en comunidades de sitios web de música como Rate Your Music, etc. El álbum se volvió popular y logró hacer que la obra de Fishmans fuera ampliamente escuchada fuera de Japón después de varios años de ser una banda desconocida fuera de su país de origen.

## Lista de canciones

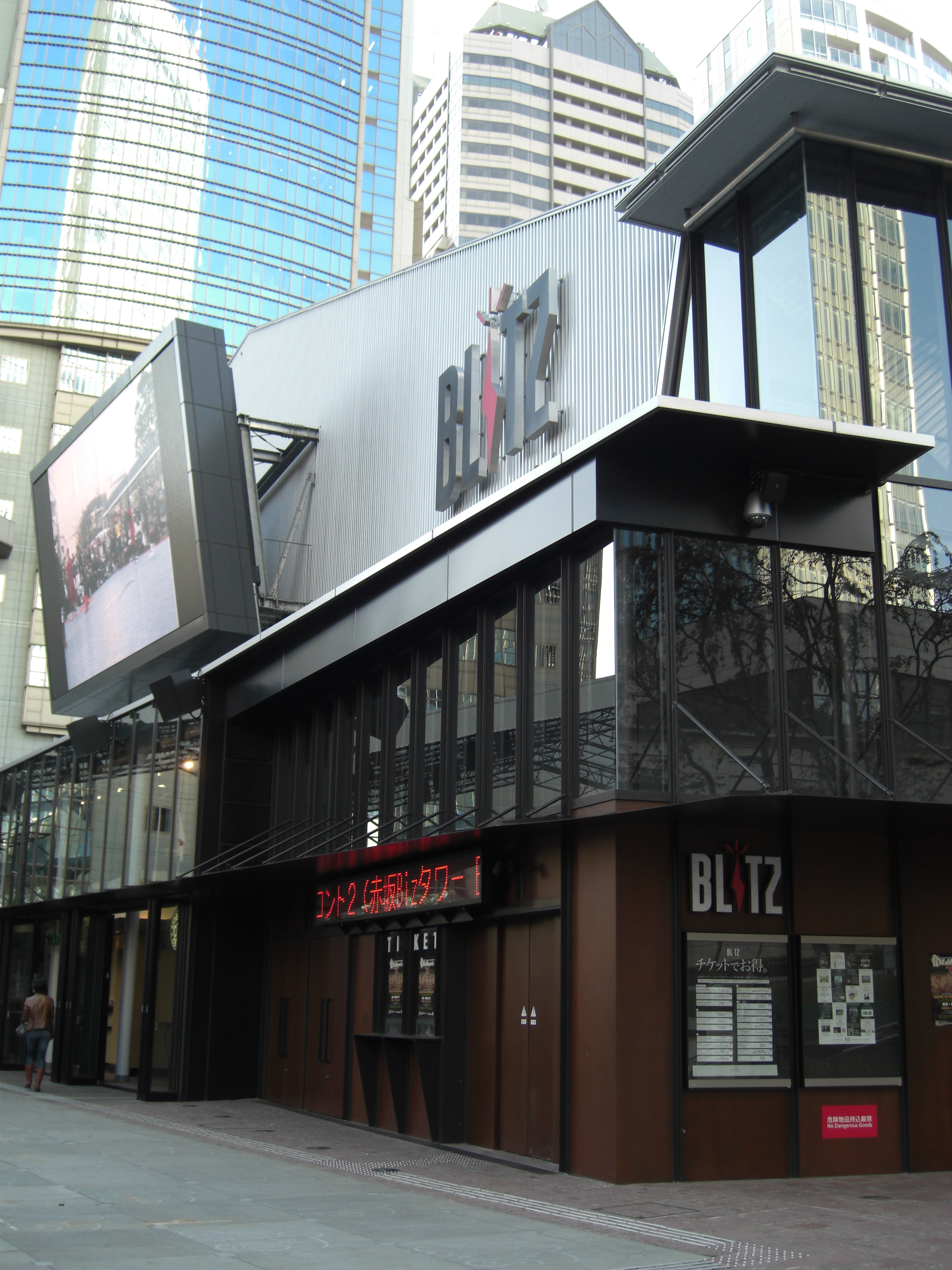
Akasaka Blitz (imagen) fue el lugar donde se grabó el último álbum en vivo de Fishmans y donde por última vez se interpretó en vivo Long Season por el vocalista Shinji Sato antes de su repentina muerte.

El álbum consta de una composición de 35 minutos de duración, que se ha dividido en cinco partes en múltiples números.
Todas las canciones están escritas por Shinji Sato.
| CD Digipak original |                         |          |  |
| N.º                 | Título                  | Duración |  |
| 1.                  | «Long Season (Parte 1)» | 8:43     |  |
| 2.                  | «Long Season (Parte 2)» | 5:24     |  |
| 3.                  | «Long Season (Parte 3)» | 6:33     |  |
| 4.                  | «Long Season (Parte 4)» | 4:47     |  |
| 5.                  | «Long Season (Parte 5)» | 9:49     |  |
| 35:16               |                         |          |  |

| Edición ilimitada en CD de 2009 |               |          |  |
| N.º                             | Título        | Duración |  |
| 1.                              | «Long Season» | 35:16    |  |
| 35:16                           |               |          |  |

| LP de edición ilimitada de 2016 |                             |          |  |
| N.º                             | Título                      | Duración |  |
| 1.                              | «Long Season (Parte 1 - 3)» | 20:40    |  |
| 2.                              | «Long Season (Parte 4 - 5)» | 14:36    |  |
| 35:16                           |                             |          |  |

## Personal
Créditos adaptados de las notas del álbum.
- Fishmans – producción, arreglo
- Shinji Sato – voz, guitarra, letras, composición
- Yuzuru Kashiwabara – bajo
- Kin-ichi Motegi – batería
- Honzi – teclados, violín, acordeón, organette20, coro
- Michio "Darts" Sekiguchi – guitarra, coro
- Asa-Chang – percusión
- Taito Sato – guitarra
- UA – coro
- MariMari – coro
- Masaki Morimoto – silbato
- Butchy – coro
- Naoko Ohmiya – coros
- Yoshiko Ohmiya – coros
- ZAK – producción, programación, grabación, mezcla
- TAK – grabación
- Yuka Koizumi – masterización
- Toshiya Sano – artistas y repertorio
- Naoko Nozawa – promoción de artistas
- Katsuyoshi Kinase – promoción de marketing
- Akiko Ueta – gestión de artistas
- Ichiro Asatsuma – productor ejecutivo
- Yoshiyuki Okuda – productor ejecutivo
- Tadataka Watanabe – productor ejecutivo
- Phonic (Mooog & Mariko Yamamoto) – dirección de arte, diseño
- Ayako Mogi – fotografía
- Crion Yamamoto – fotografía
- Junko Ishiwata – estilismo

## Posicionamiento en listas
| País (Lista 2016)               | Posición más alta |
| ------------------------------- | ----------------- |
| Japón Japanese Albumes (Oricon) | 100               |